# Satiro e baccante
(La Revue de Paris, 1834)
Satiro e baccante (Satyre et bacchante o Satyre lutinant une nymphe) è un gruppo in marmo scolpito da James Pradier tra il 1830 e il 1834.
Quando venne esposta al Salone del 1834, l'opera fece scandalo per il suo realismo e la sensualità del nudo. Il gruppo in marmo è conservato dal 1980 a Parigi, nelle collezioni del dipartimento delle sculture francesi del museo del Louvre. Il modello in gesso realizzato nel 1830 è conservato al museo di belle arti di Lilla.

## Storia
Esposta al Salone del 1834, la scultura venne rifiutata dal governo. Venne acquistata da Anatolio Demidoff, principe di San Donato e mecenate, che la portò in Italia. Nel 1870, lord Richard, il marchese di Herford, l'acquistò attraverso l'esperto M. Manheim per 10.300 franchi. L'opera venne ereditata da John Murray Scott, che la mise in vendita nel 1904 a Parigi. In seguito fece parte della collezione di G. Potin e, nel 1940, in quella di Édouard Labouchère, ultimo proprietario privato della scultura. Nel 1980 venne acquistata dal museo del Louvre grazie alla Società degli amici del Louvre (numero d'inventario: RF 3475).

## Descrizione

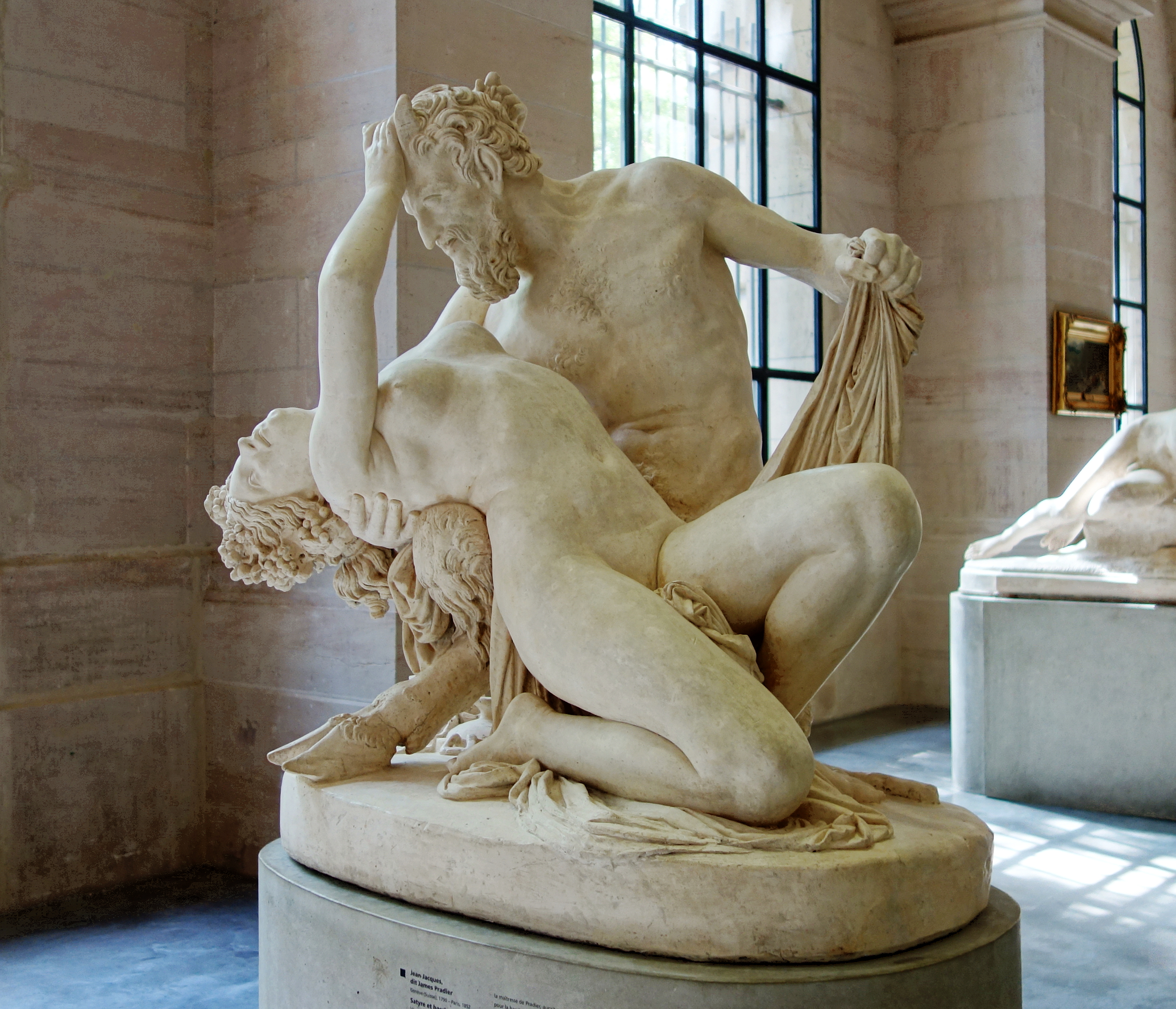
Il modello in gesso conservato nel museo lillese.

La scultura raffigura un satiro e una baccante che sono ritratti a grandezza naturale in una scena che potrebbe essere un gioco erotico o un tentativo di stupro. Il satiro è rappresentato in parte uomo e in parte capro, con degli zoccoli, delle corna e una coda. Questi poggia un ginocchio per terra mentre l'altro sostiene il corpo della baccante, sostenendo la spalla di quest'ultima con la mano destra. Con la mano sinistra, il satiro tira un panneggio, denudandola completamente. La baccante afferra i suoi capelli con la mano sinistra e un corno con quella destra. Lei indossa una corona di grappoli, i suoi occhi sono socchiusi e un mezzo sorriso è disegnato sul suo volto. Piegato verso la baccante, il satiro la guarda con un'espressione di desiderio.

### Realizzazione
Con l'aiuto del suo allievo Antoine Étex, Pradier realizzò il modello in terracotta, quindi, una volta creato il modello in gesso, la statua venne scolpita in un unico blocco di marmo tra il 1830 e il 1834. Il modello in gesso, patinato di ocra, è conservato nella galleria delle sculture del palazzo di belle arti di Lilla. Un restauro confermò l'ipotesi secondo la quale questo gruppo preparatorio in gesso fosse effettivamente il modello originale, dato che presenta delle tracce di lavorazioni, caratteristiche di un gesso destinato a servire da modello per scolpire il marmo.
Secondo Sara Vitacca, basandosi sulla testimonianza di Antoine Étex, il nudo sarebbe stato ottenuto partendo da un calco dal vero, una pratica disapprovata all'epoca. Per quanto riguarda i modelli, gli autori contemporanei ritenevano di aver riconosciuto nella baccante i tratti di Juliette Drouet, amante di Pradier durante la realizzazione del gruppo. Claire Maingeon avanza inoltre l'ipotesi che la moglie dello scultore, Louise Pradier (da nubile d'Arcet), descritta da Alexandre Dumas come "straordinariamente bella", abbia potuto fare da modella. Talvolta il satiro è stato identificato come un autoritratto di Pradier, anche se ricorda dei modelli più antichi, ma per Claude Lapaire si tratta delle manifestazioni dell'inconscio dello scultore, piuttosto che la volontà di riprodurre i lineamenti di una persona reale.

## Fonti d'ispirazione

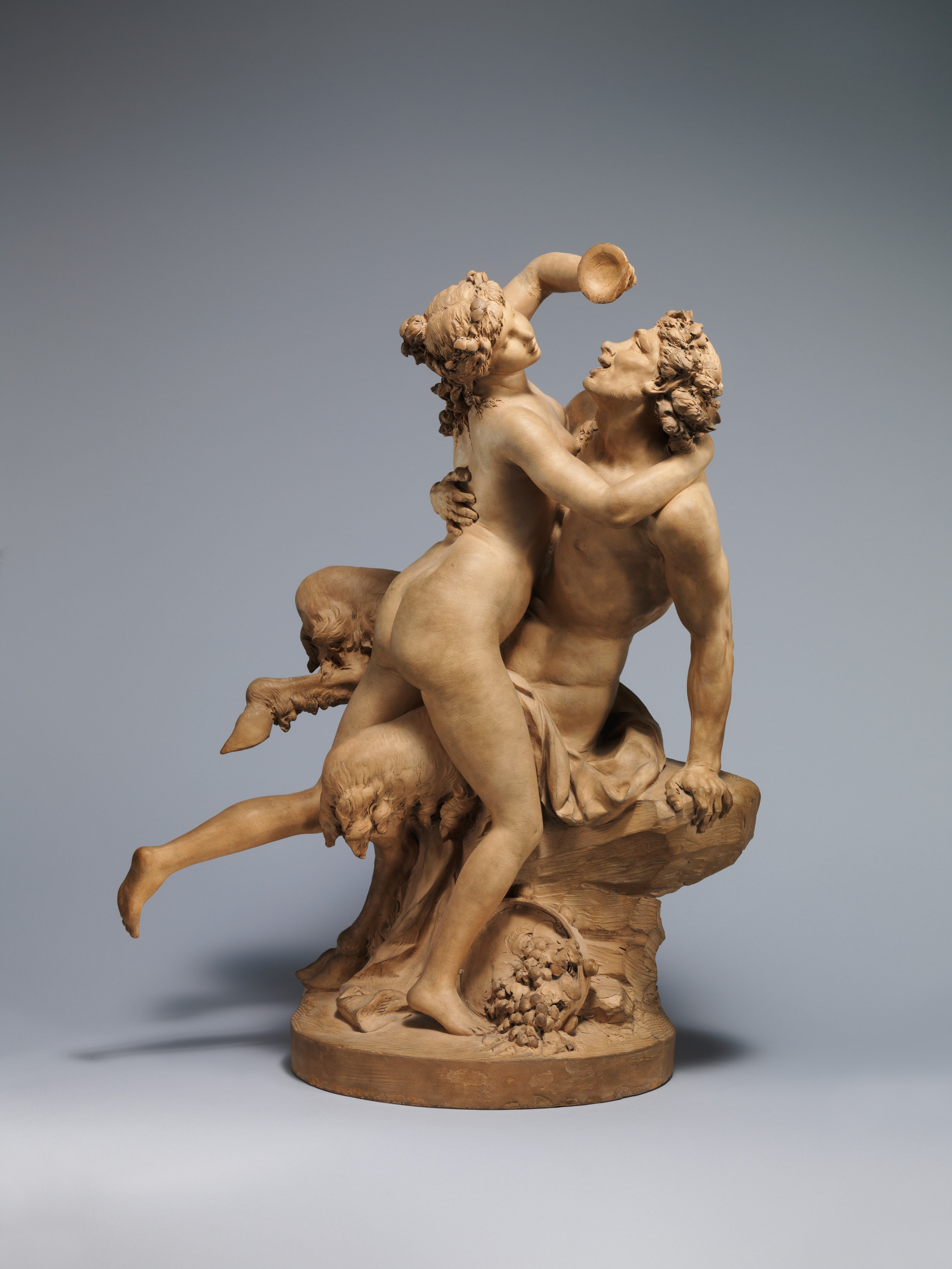
Una statuetta di terracotta di Clodion a tema bacchico, forse una fonte d'ispirazione per Pradier.

Il tema del satiro che desidera ardentemente una baccante è un classico dell'arte erotica e ha origine nell'antichità. Esistono delle rappresentazioni di questa coppia mitologica nei vasi attici risalenti al sesto secolo a.C. e negli affreschi delle ville romane come quelle che si sono conservate a Ercolano e Pompei. Un affresco di Ercolano che rappresenta un satiro che svela una menade, conservato nel gabinetto segreto del museo nazionale di Napoli, potrebbe essere stata una fonte d'ispirazione per la scultura di Pradier. Durante la mostra, i critici contemporanei consideravano il soggetto anacronistico, e ci videro l'influenza della scultura rococò, tipica dello stile delle terrecotte di Clodion, uno scultore che aveva affrontato spesso il tema della baccante, e delle porcellane biscuit di Étienne Maurice Falconet.

## Accoglienza
(La Revue de Paris, 1834)
Quando fu esposto al Salone del 1834, il gruppo marmoreo causò uno scandalo. La giuria del Salone non poteva rifiutare l'opera perché Pradier era un membro dell'Accademia, pertanto la direzione decise di porre il gruppo di marmo in una zona più isolata per limitare l'impatto sul pubblico. Allo stesso modo, lo stato non rispose alla richiesta di acquisto dello scultore. La sensualità del nudo (compreso il realismo della resa, soprattutto nei dettagli delle pieghe della carne), il suo abbandono e il gesto del satiro che tirando la stoffa svela totalmente la nudità della menade, vennero visti dai critici come contrari all'ideale della statuaria neoclassica alla quale Pradier era legato. Inoltre, la critica si scagliò contro l'opera perché questo tema, di solito riservato per delle sculture di piccole dimensioni, qui viene rappresentato a grandezza naturale. Vedendola, gli artisti Alexandre-Gabriel Decamps e Arsène Letellier considerarono la scultura impudica e disgustosa. Per il critico Théophile Thoré, tralasciando la sua indecenza, l'opera è frutto di una mente malata.

## Influenza

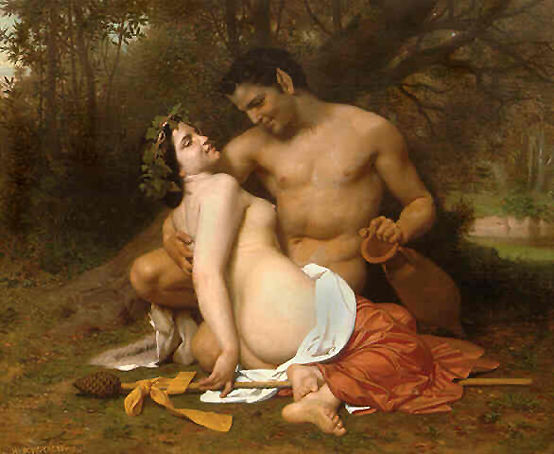
William-Adolphe Bouguereau, Fauno e baccante, 1861

La scultura di Pradier ispirò gli artisti, sia scultori che pittori, testimoniando un'influenza importante di quest'opera soprattutto nell'arte accademica. Al Salone del 1861, William Bouguereau espose un Fauno e baccante (ubicazione sconosciuta) ispirato direttamente all'opera di Pradier. Nel 1874, anche Henri Gervex citò l'opera di Pradier con il Satiro e menade (Montluçon, castello dei duchi di Borbone). Nella scultura, Auguste Clésinger se ne ispirò per il suo Satiro e baccante del 1869 (istituto d'arte di Minneapolis). Ma è nell'opera Ninfa e satiro di Albert-Ernest Carrier-Belleuse (Parigi, museo d'Orsay) che il riferimento al gruppo del Pradier si fa più palese, riprendendo la posa quasi identica ma invertendo le figure.